# Millstatt am See
Millstatt am See (2012-ig Millstatt) osztrák mezőváros Karintia Spittal an der Drau-i járásában. 2016 januárjában 3395 lakosa volt.

## Elhelyezkedése

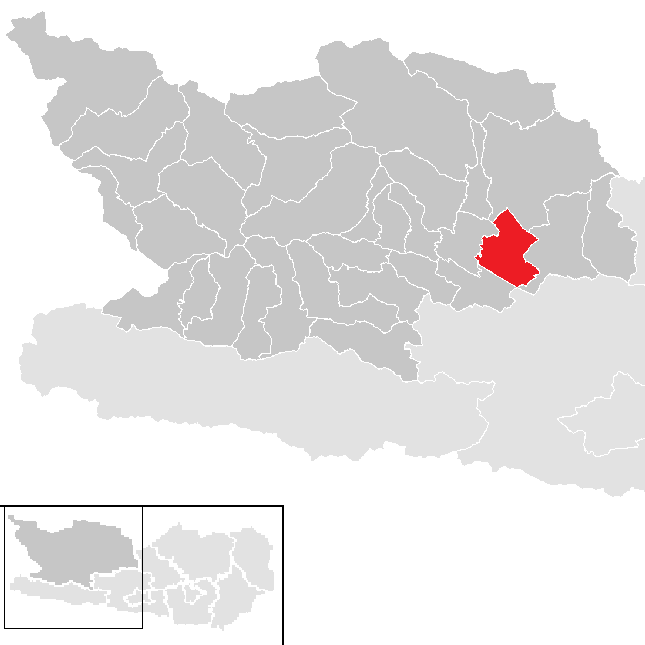
Millstatt a Spittali járásban

Millstatt Karintia középső részén fekszik, a Millstatti-tó északi partján, a Gurktali-Alpokhoz tartozó Nockberge-hegységtől délnyugatra. Az önkormányzat 18 falut és egyéb települést fog össze: Dellach am Millstätter See (178 lakos), Görtschach (102), Gössering (55), Grantsch (68), Großdombra (176), Hohengaß (28), Kleindombra (111), Lammersdorf (176), Laubendorf (200), Lechnerschaft (51), Matzelsdorf (189), Millstatt am See (845), Obermillstatt (574), Öttern (20), Pesenthein am Millstätter See (80), Sappl (257), Schwaigerschaft (129), Tschierweg (129).
A környező települések: északra Krems in Kärnten, keletre Radenthein, délnyugatra Spittal an der Drau, nyugatra Seeboden am Millstätter See.

## Történelme

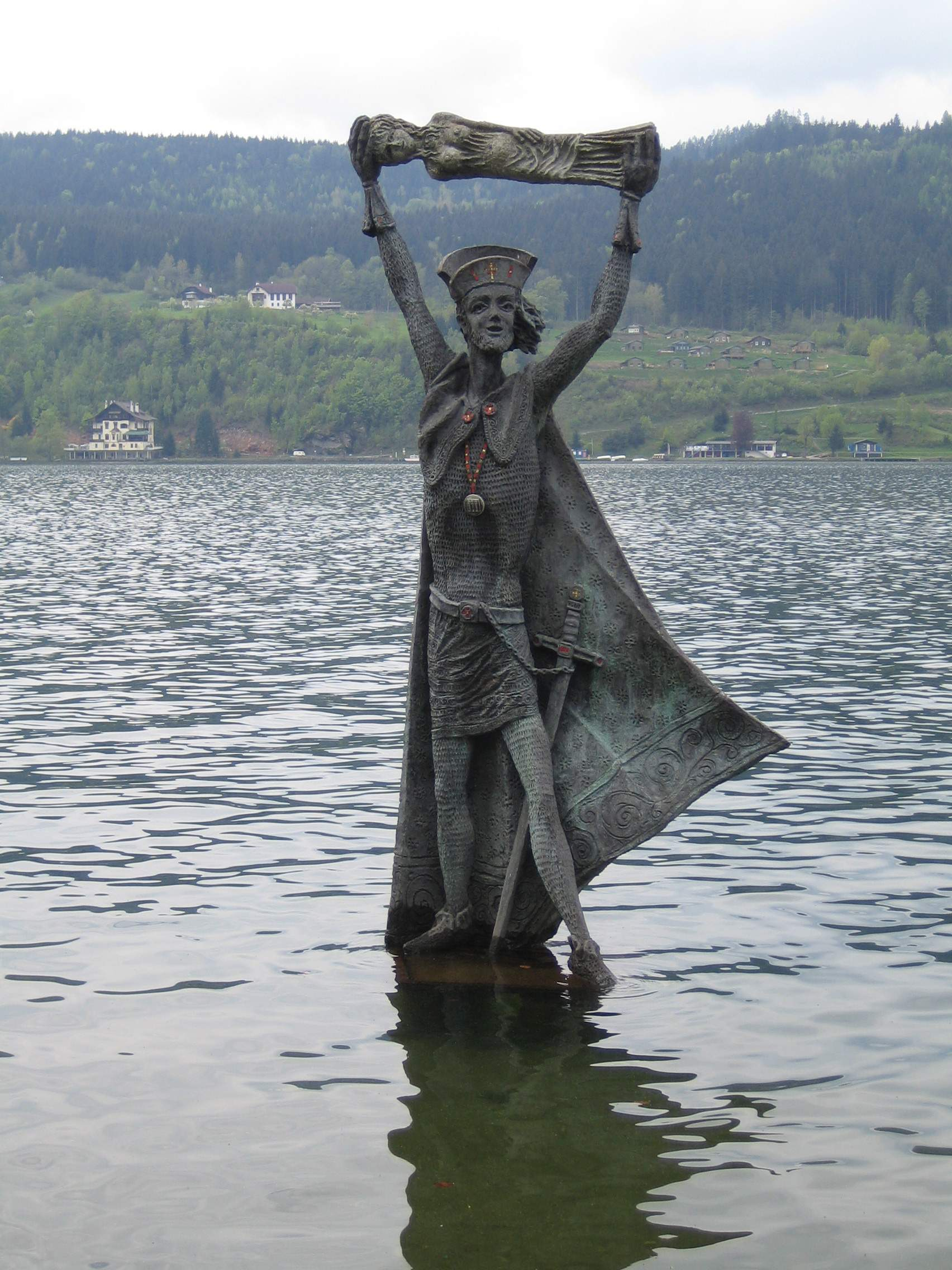
Domicián szobra

A Lammersdorf és Sappl mellett talált újkőkori régészeti leletek tanúsága szerint az önkormányzat területe már i.e. 2000 körül is lakott volt. I.e. 500 körül kelták települtek be, majd i.e 15. a rómaiak foglalták el egész Noricumot. A Millstatti-tó partja a római időkben is lakott volt. Laubendorfban megtalálták egy ókeresztény templom alapjait, amely 600 körül, a szláv betelepedéssel egyidőben elpusztult. A szlávok Karantánia állama előbb bajor, majd frank fennhatóság alá került és megkezdődött az addig pogány lakosság megtérítése. Millstattban 800 körül épült az első templom. Egy legenda szerint Domicián karantán fejedelem, miután megkeresztelkedett, ezer pogány bálványt (latinul mille statuae, a hagyomány szerint innen eredt volna a település neve) dobott a tóba. 950 körül I. Ottó császár Aribonen bajor nemesnek adományozta a tó környéki Seetalt, aki telepeseket hozatott új birtokára.
A települést először 1065-1075 között említik Milistat formában. Neve valószínűleg "Mils melletti várost" jelent, a Mils (szlávul hegyi patak) a mai Riegenbach-patak neve lehetett. 
1070 körül II. Aribo bajor palotagróf megalapította a millstatti bencés apátságot. A szerzetesek halászattal, mezőgazdasággal, szőlészettel foglalkoztak, de alapítottak szobrászattal, festészettel, kalligráfiával foglalkozó művészeti iskolákat is. Az apátság négy évszázadon át a régió spirituális és gazdasági központjaként funkcionált, sőt az igazságszolgáltatás központjaként is szolgált. 

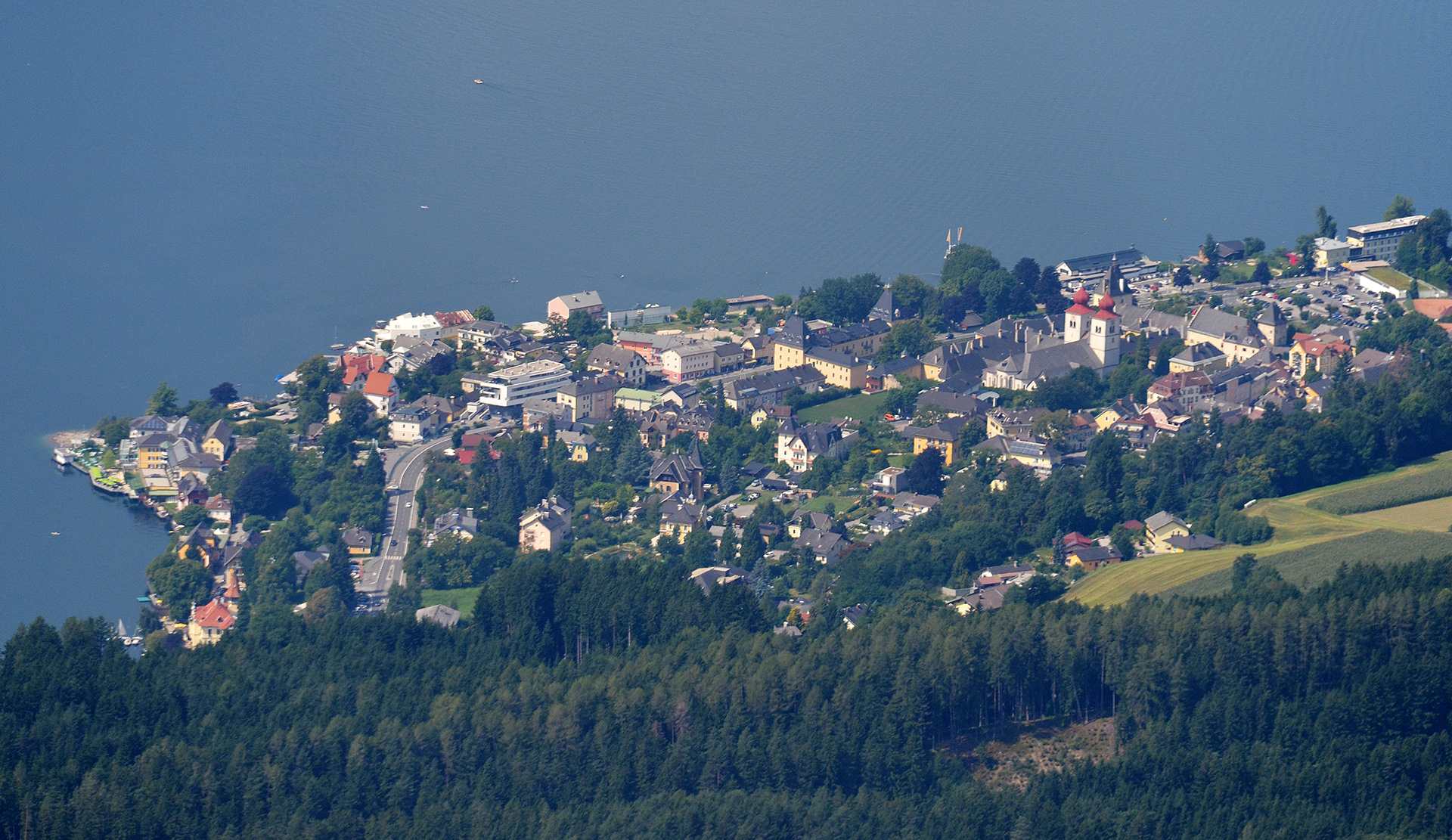
Millstatt madártávlatból

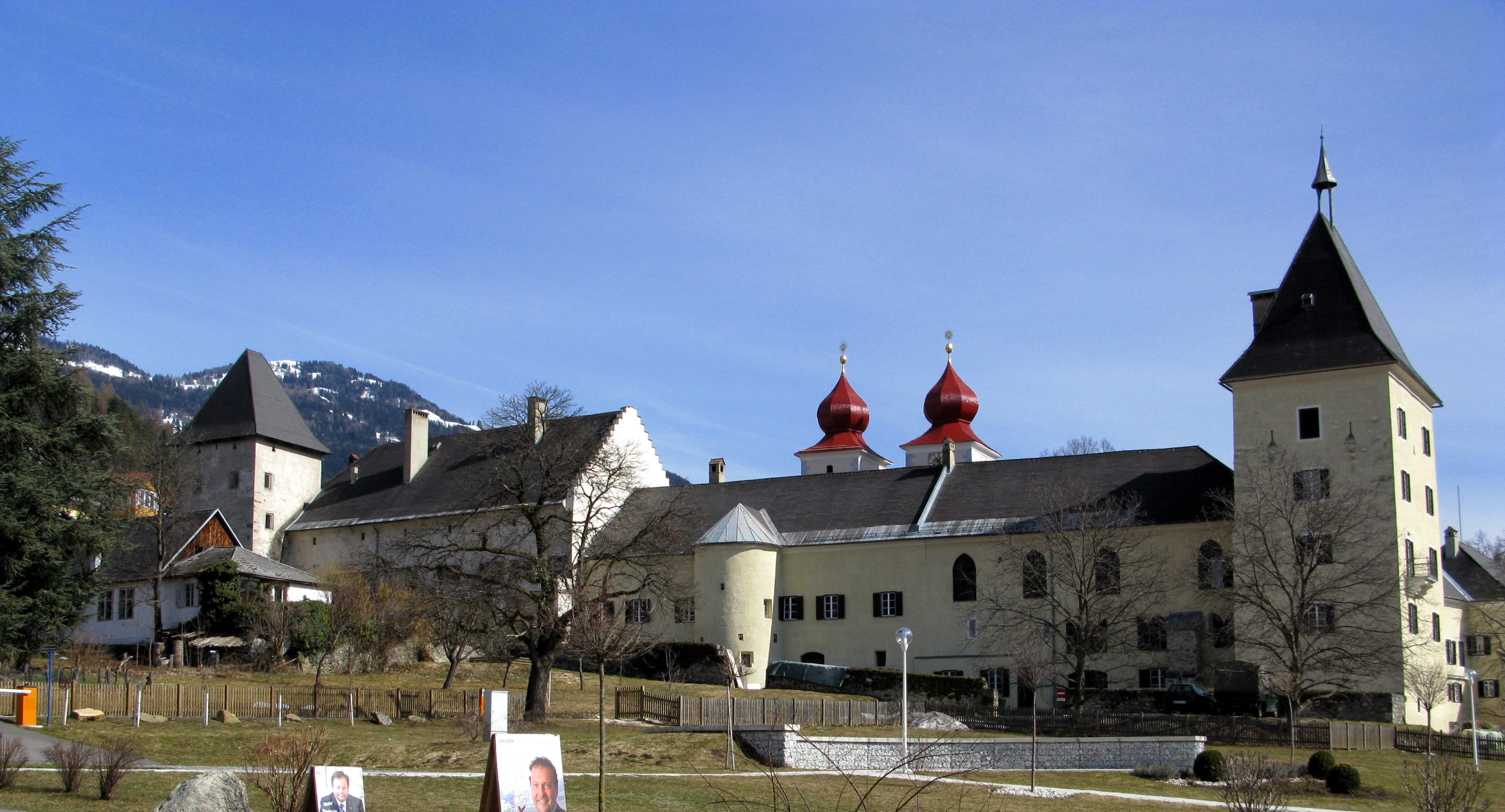
Az apátság

Az apátság 1070 és 1469 között a von Görz-, az Ortenburg-, a Cillei- és a Habsburg-családok védnöksége alá tartozott. Az utóbbiak 1469-ben felszámolták az apátságot és III. Frigyes császár a Szt. György lovagrendnek adományozta az épületeket, hogy védelmezzék a régiót a betörő törökökkel szemben. A lovagok a düledező régi kolostor mellett új, megerődített épületeket emeltek; a falak maradványai és négy torony máig fennmaradt. I. Miksa császár halála után a lovagrend fokozatosan elveszítette jelentőségét és végül megszűnt. Valamikor ekkoriban, talán még a lovagok megérkezése előtt Millstatt mezővárosi jogosultságot szerzett.
A reformáció során a helyiek, akárcsak a karintiai lakosság nagy része áttértek a protestáns vallásra. II. Frigyes császár 1598-ban a volt apátság birtokait átadta a jezsuitáknak, hogy térítsék vissza a lakosokat a katolikus egyházba; a feladatot ők birtokelkobzás és száműzés fenyegetése mellett néhány évtized alatt elvégezték. Mivel a jezsuiták igen nagy adókat és jobbágyterheket róttak ki a parasztokra, azok 1737-ben fellázadtak, de a felkelést leverték. 1773-ban a jezsuita rendet felszámolták, Millstatt pedig az osztrák állam tulajdonába került. 

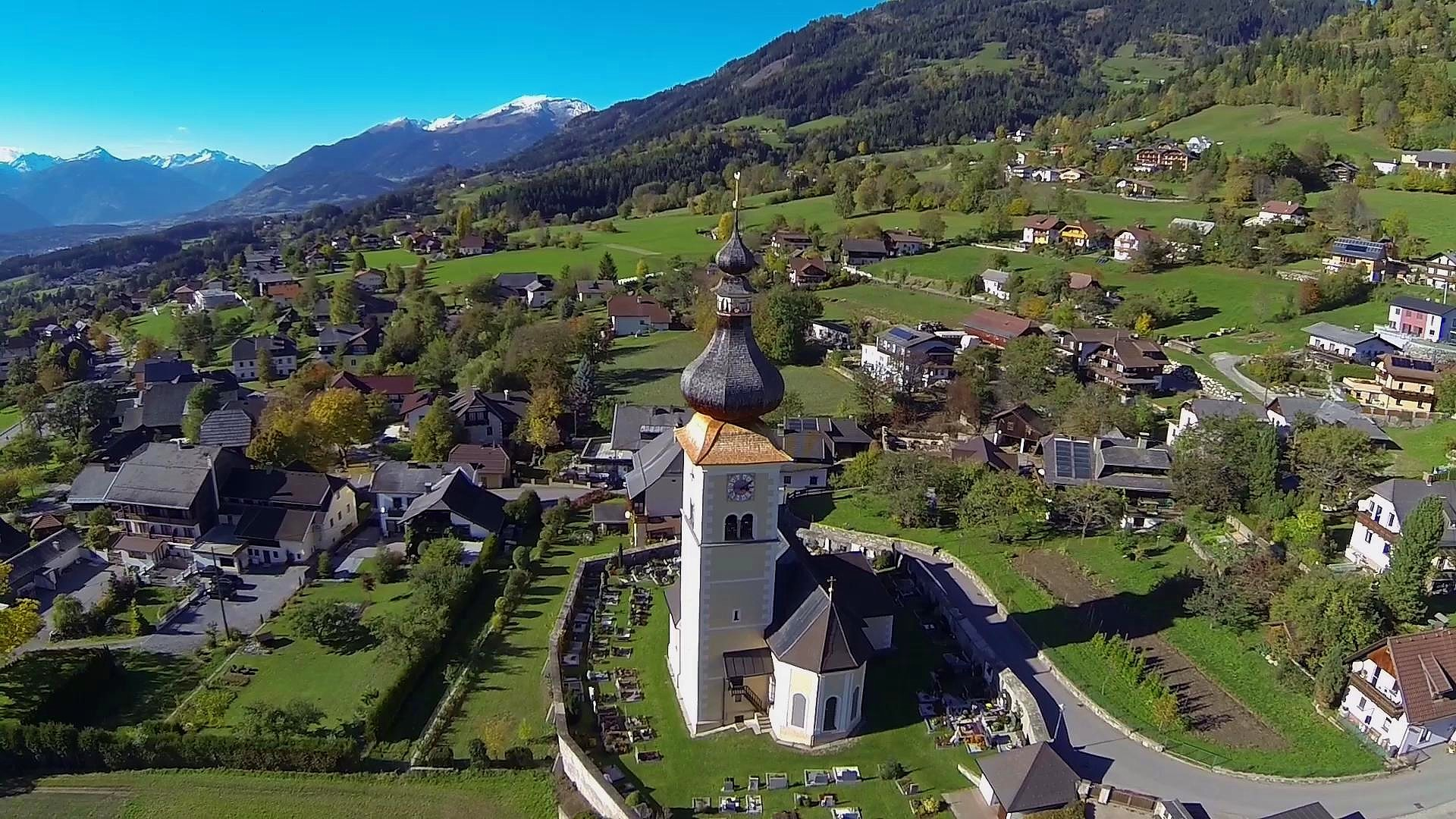
Obermillstatt

A napóleoni háborúk során, az 1809-es schönbrunni béke értelmében Felső-Karintia a Francia Császárság Illír tartományainak részét képezte, de Napóleon bukása után, 1814-ben visszakerült Ausztriához.  
Az 1848-as polgári forradalmat követően a parasztokat felszabadították korábbi feudális kötelezettségeik alól. Ezzel párhuzamosan végbement a közigazgatási reform és megalakultak a városi és községi önkormányzatok. Millstatt önkormányzata 1850-ben jött létre és a 647 lakosú mezővároson kívül alá tartoztak a környező falvak is, így teljes lakossága 1088-ra rúgott. 
1889-ben Obermillstatt, Laubendorf és Matzelsdorf különvált és megalakították Obermillstatt községet, de az 1973-as karintiai közigazgatási reform visszacsatolta őket Millstatthoz. 
A 19. század második felében, a déli vasút megépítése után megindult a turizmus. A gazdag polgárok és arisztokraták villákat építettek a tóparton. 1894-ben az 519 lakosú Millstattnak 13 fogadója és 320 vendégszobája volt. Alexander Pupovac bécsi ügyvéd megvásárolta a régi lovagrendi kastélyt és átalakította szállodává. A Magas-Tauernen átvezető Tauern-vasút megépítése után megnövekedett a német turisták száma is. 

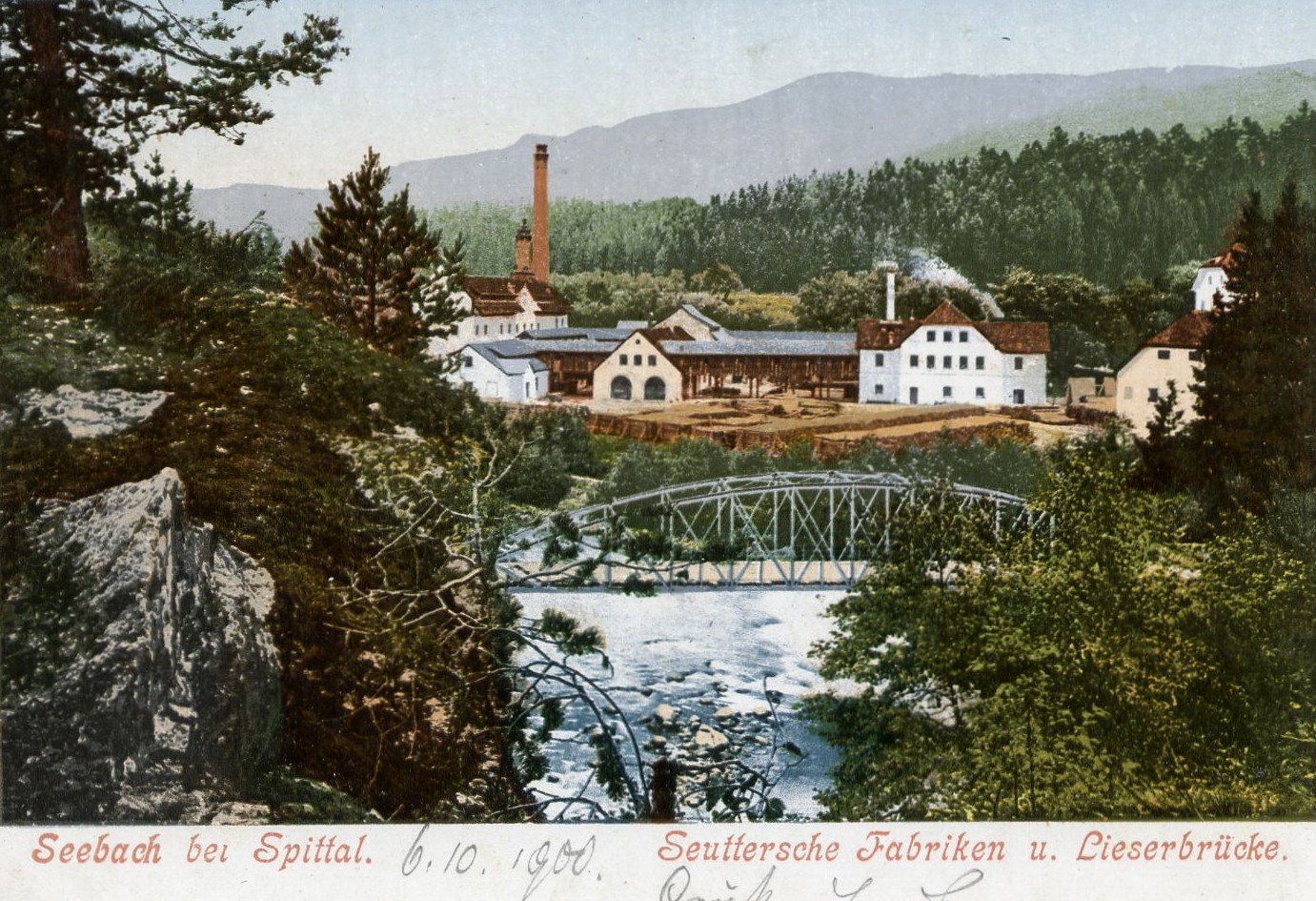
A Lieser-híd 1900-ban. (Az illegális náci párt emberei 1934-ben felrobbantották)

Millstattot 1921-ben hivatalosan is gyógyüdülőhellyé nyilvánították. Az első világháborút és a Monarchia szétesését követő válság, majd a gazdasági világválság súlyosan érintette a város gazdaságát. A helyi nemzetiszocialisták a párt 1933-as betiltása után terrorakciókkal próbálták megfélemlíteni politikai ellenfeleiket. 1934 júniusában a szomszédos Spittalban felrobbantottak egy magnezitüzemet, majd lerombolták egy dellahi munkás házát és felrobbantottak egy hidat (Lieserbrücke). Július 25-én a nácik puccsal próbálták átvenni a hatalmat az országban (ún. júliusi puccs). Millstattban mintegy ötven náci elfoglalta a rendőrőrsöt, de a Spittalból érkező hegyivadász-alakulatok kiszorították őket a városból az erdőbe és végül a puccskísérlet elbukott. Az eseményeknek három halálos áldozata volt. A politikai bizonytalanság és a gazdasági válság hatására a város csődbe került. 
A második világháború nem érintette közvetlenül a várost, a szövetséges légicsapások inkább a nagyvárosokat és a Dráva-menti vasutat érték. Obermillstattban munkatábort (RAD-Lager 4/224) létesítettek, ahol 40-50 nő dolgozott a helyi földműveseknek. A háború vége felé a bombázott Berlinből mintegy 500 gyerek kapott itt ideiglenes menedéket. A fegyverletétel után Millstatt a brit megszállási zónába került. 
Az 1960-as évek gyors gazdasági fejlődésének köszönhetően az osztrák és német turisták ismét felvirágoztatták a helyi gazdaságot. A megnövekedett forgalom miatt a tó elszennyeződött és 1972-re az algavirágzás miatt a fürdőzés kérdésessé vált. A megoldást a szennyvízfeldogozó telep megépítése jelentette. A vendégéjszakák száma 1980-ban érte el a csúcspontját 850 ezerrel, azóta – a Földközi-tenger könnyebb elérhetősége miatt – 320 ezer körül stabilizálódott. A turisták kb. 85%-a nyáron érkezik.
A város neve 2012. július 1-től Millstatt am See-re változott.

## Lakosság
A város lakossága a 19. század közepe óta egyenletesen gyarapodik, az egyetlen nagyobb kiugrást a második világháború vége jelenti, amikor sok menekült telepedett meg Millstattban. Az önkormányzat területén 2016 januárjában 3395 fő élt, ami némi növekedést jelent a 2001-es 3351 lakoshoz képest. Akkor a helybeliek 94,7%-a volt osztrák, 2,4% német, 1% pedig horvát állampolgár. 96,4%-uknak a német, 1,4%-nak a horvát volt az anyanyelve. 75,1% katolikusnak, 16,6% evangélikusnak, 0,6% mohamedánnak, 5,5% pedig felekezeten kívülinek vallotta magát.

## Látnivalók

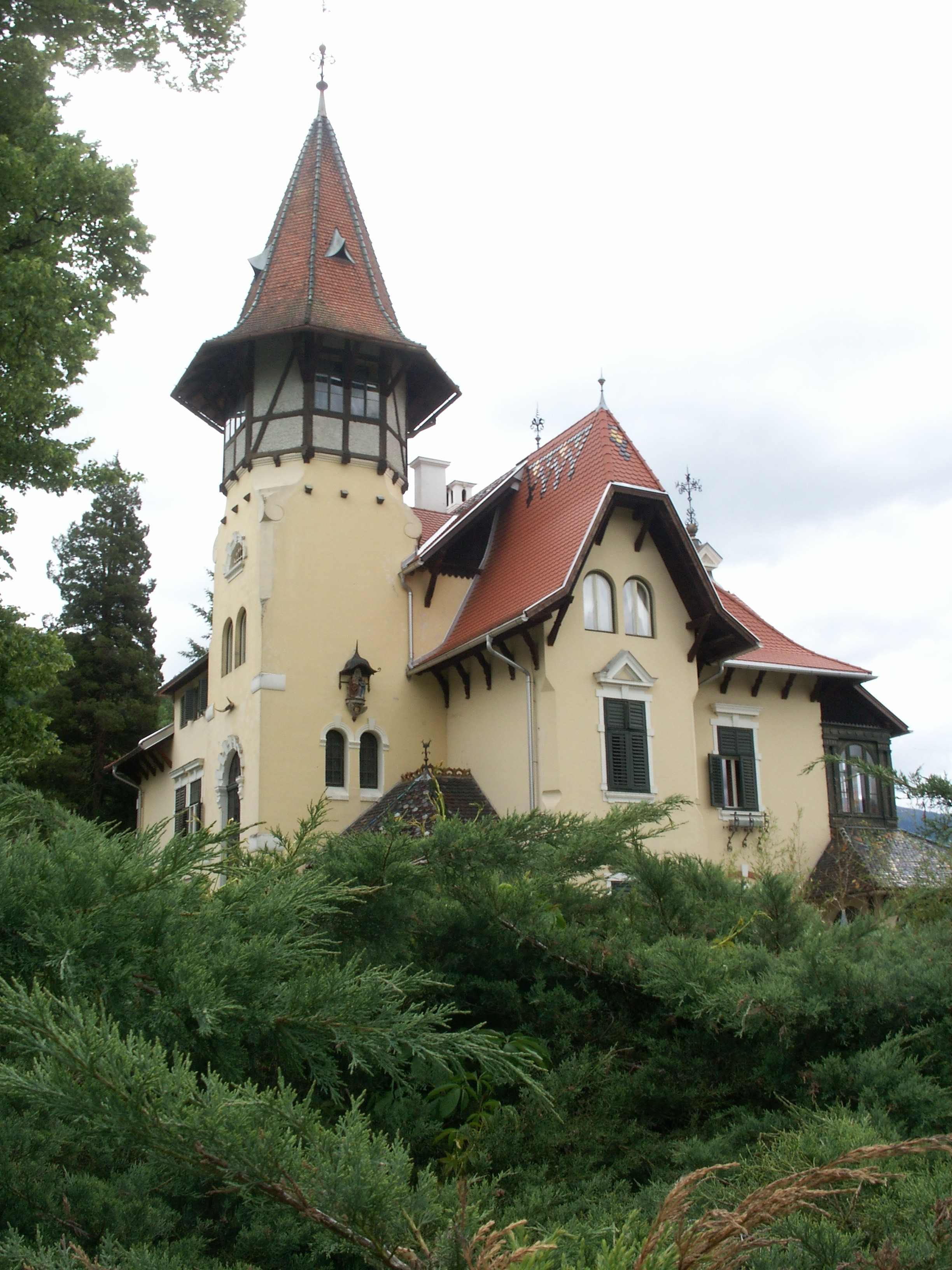
A Villa Verdin

- a millstatti apátság, kerengője és a Szt. Szalvátor és Mindenszentek-templom. A kolostorban múzeum (benne egy rózsafüzérkiállítás) is látogatható.
- az obermillstatti Szt. János-templom. Mai formáját 1614-ben nyerte el.
- a város fölötti, 1700 körül épült, barokk kálváriakápolna.
- a 19. századi villák. Közülük húszat felkeres a villaösvény (Villenwanderweg). A legszebbek a Villa Verdin, a Seevilla, a Villa Luisenheim és a Villa Streintz.
- a millstatti és obermillstatti helytörténeti múzeum.
- Domicián 4.2 méteres szobra a tóban.
- a környező hegyek is számos túraútvonalat kínálnak. Népszerű célpontok a Riegenbach-szurdok és a Klang-szurdok (utóbbi végében a Herzogfall és Rautfeldbauerfall vízesésekkel).

## Testvértelepülések
- Helgoland, Németország
- Wendlingen am Neckar, Németország
- San Daniele del Friuli, Olaszország

## Fordítás
- Ez a szócikk részben vagy egészben  a   Millstatt am See című német Wikipédia-szócikk ezen változatának fordításán alapul.  Az eredeti cikk szerkesztőit annak laptörténete sorolja fel. Ez a jelzés csupán a megfogalmazás eredetét és a szerzői jogokat jelzi, nem szolgál a cikkben szereplő információk forrásmegjelöléseként.